# アルゼンチンの国歌
アルゼンチンの国歌はアルゼンチン国歌（スペイン語: Himno Nacional Argentino）。スペインからの独立戦争の最中の1813年5月11日制定。ビセンテ・ロペス・イ・プラネス(Vicente Lopez y Planes)作詞、ブラス・パレーラ(Blas Parera)作曲、フアン・ペドロ・エスナオーラ(Juan Pedro Esnaola)編曲。制定された5月11日は国歌の日となっている。

## 歌詞

### スペイン語
（前奏）
¡Oid mortales! el grito sagrado:
¡Libertad, Libertad, Libertad!
Oid el ruido de rotas cadenas:
Ved en trono a la noble Igualdad.
¡Ya su trono dignísimo abrieron
Las provincias unidas del Sud!
Y los libres del mundo responden:

¡Al Gran Pueblo Argentino Salud!
¡Al Gran Pueblo Argentino Salud!
Y los libres del mundo responden:
¡Al Gran Pueblo Argentino Salud!
Y los libres del mundo responden:
¡Al Gran Pueblo Argentino Salud!
（間奏）
Sean eternos los laureles
Que supimos conseguir.
Que supimos conseguir.
Coronados de gloria vivamos
O juremos con gloria morir.
O juremos con gloria morir.
O juremos con gloria morir.

### 日本語訳詞
（前奏）
聞け、皆の衆よ、神聖なる叫びを、

「自由よ！自由よ！自由よ！」

鎖の千切れる音を聞け!

高貴な平等が王位に就くのを見よ。

それら最も栄誉ある王座は開かれた

南部連合州に対して。

世界の自由な人々は応じる!

「偉大なアルゼンチン人に対して、敬礼！」

「偉大なアルゼンチン人に対して、敬礼！」

世界の自由な人々は応じる!

「偉大なアルゼンチン人に対して、敬礼！」

世界の自由な人々は応じる！

「偉大なアルゼンチン人に対して、敬礼！」

（間奏）
栄冠よ、永遠のものになり給え、

我ら一人一人は勝つために奮闘す、

我ら一人一人は勝つために奮闘す。

栄光の冠を戴き生きん!

しからずんば、栄光において死ぬのを誓わん！

しからずんば、栄光において死ぬのを誓わん！

しからずんば、栄光において死ぬのを誓わん！

## スポーツ大会における扱い
フルコーラスで5分超と、長大な国歌が多い南米諸国でも、ウルグアイ国歌に次いで長いとされる。このため、特に国際スポーツ大会においては、短縮して演奏する（大会によっては1分近くある前奏のみで演奏を終えることもある）ことが暗黙の了解となっている。
FIVB World Cup Volleyball 2011 JAPANでは、それまでの日本の大会運営が批判され、参加国の試合前の国歌演奏は原則としてフルコーラスで行うとされたが、女子が出場したアルゼンチンだけは、前述の事情で唯一短縮版演奏が継続された。FIFAワールドカップやプロボクシングの世界タイトルマッチでもアルゼンチン国歌は短縮版が演奏される。
歌詞が最も長いのはギリシャの国歌であるが、1コーラスの曲自体はそれほど長くなく、それを延々繰り返すだけである。